# Naval Air Station Whiting Field
La Naval Air Station Whiting Field est une base de la marine américaine située près de Milton, en Floride, avec quelques champs périphériques près de Navarre, en Floride également, dans le sud et le centre du comté de Santa Rosa. C'est l'une des deux principales bases d'entraînement des pilotes de la marine (l'autre étant NAS Corpus Christi, au Texas). La NAS Whiting Field assure l'entraînement des élèves-pilotes de la marine américaine, du corps des Marines, des garde-côtes et de l'armée de l'air, ainsi que de ceux de plusieurs pays alliés. Elle abrite l'escadre aérienne d'entraînement 5 (TRAWING 5).
Whiting Field est en fait deux aérodromes partageant une base de soutien commune. Les élèves-pilotes de l'entraînement au vol primaire pilotent le Beechcraft T-6 Texan II depuis North Whiting Field (KNSE) tandis que l'entraînement avancé en hélicoptère se déroule à l'aide du TH-57 Sea Ranger à South Whiting Field (KNDZ).

## Origine du nom

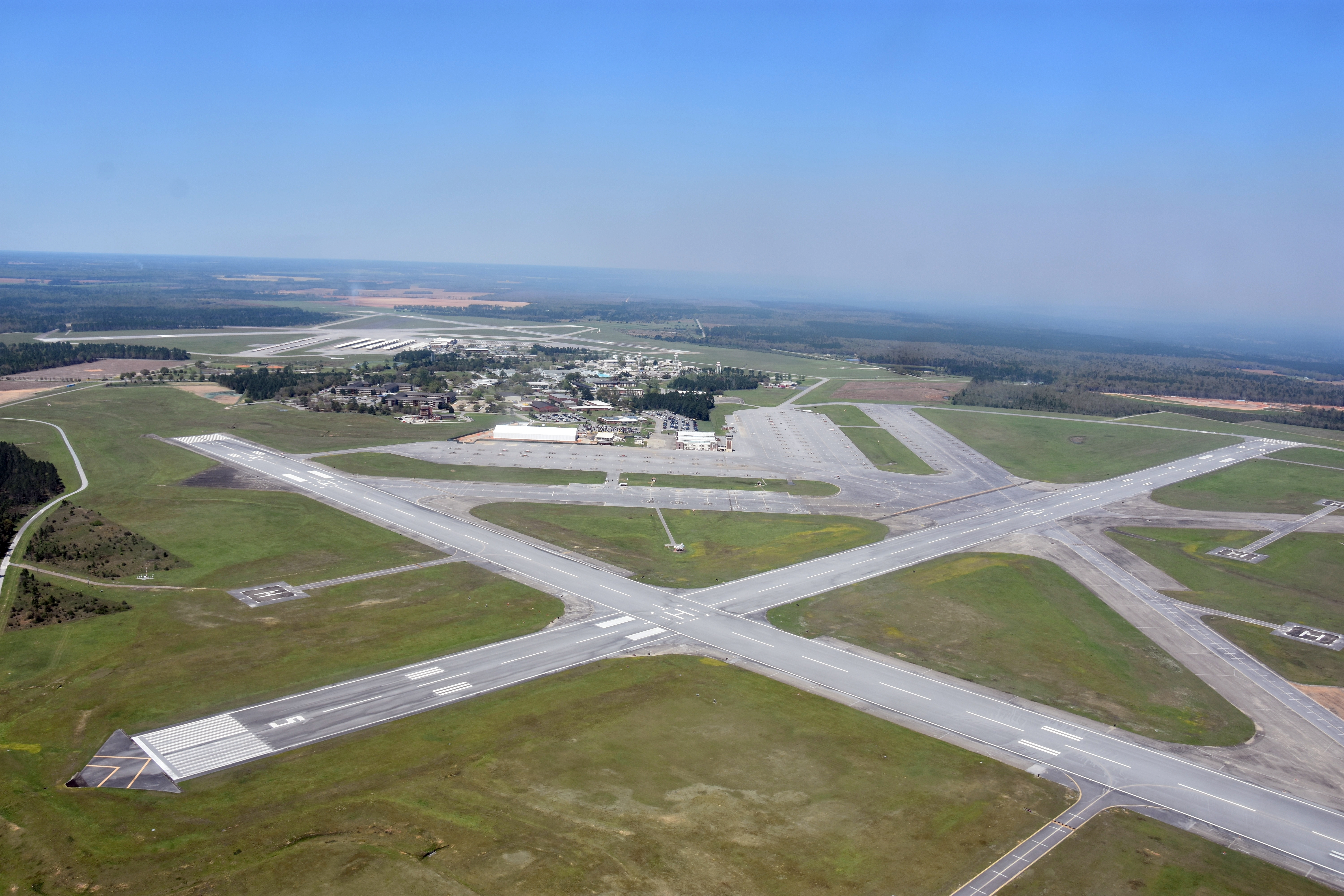
Vue aérienne le 29 mars 2021.

Whiting Field est nommé en l'honneur de Kenneth Whiting (en), qui a été commissionné de l'Académie navale des Etats-Unis le 25 février 1908. Whiting s'est qualifié dans les sous-marins, commandant les USS Porpoise, USS Shark, USS Tarpon, et USS Seal. En 1914, il apprend à voler sous les ordres d'Orville Wright et est désigné aviateur naval numéro 16. Il a pris le commandement de la 1re unité aéronavale en France après l'entrée de l'Amérique dans la Première Guerre mondiale et a ensuite été affecté au commandement des stations aéronavales 14 et 15 du RNAS de Killingholme (en), en Angleterre. Il a reçu la Navy Cross pour des services exceptionnellement méritoires dans un devoir de grande responsabilité. Après la guerre, il a été partiellement responsable de la conversion du charbonnier Jupiter en premier porte-avions de la marine USS Langley. Il a ensuite commandé le Langley et l'USS Saratoga, ainsi que divers escadrons aériens avant de prendre sa retraite en tant que capitaine en juin 1940.

## Opérations
North Field est utilisé uniquement pour les opérations d'entraînement au vol primaire des avions Beechcraft T-6 Texan II. Des étudiants de la marine américaine, du corps des Marines, des garde-côtes et de l'armée de l'air (ainsi que des étudiants en échange de divers pays alliés) suivent le programme du système d'entraînement primaire interarmées sur avion T-6B.
South Field est utilisé par les étudiants de la marine américaine, du corps des Marines et des gardes-côtes dans le cadre de l'entraînement pour devenir pilote d'hélicoptère, pilotant le TH-57 Sea Ranger de 1968 à son retrait programmé en 2024 ou, à partir de 2022, le TH-73. À l'issue de ce programme, les étudiants deviennent des aviateurs navals désignés et sont affectés à leur escadron de repde la flotte respectif.

### Training Air Wing Five
Il se compose de six escadrons en vol dont le code de queue est E :
| Code  | Insigne | Escadron                        | Surnom          | Aéronef             |
| ----- | ------- | ------------------------------- | --------------- | ------------------- |
| VT-2  |         | Training Squadron 2             | Doerbirds       | T-6B Texan II       |
| VT-3  |         | Training Squadron 3             | Red Knights     | T-6B Texan II       |
| VT-6  |         | Training Squadron 6             | Shooters        | T-6B Texan II       |
| HT-8  |         | Helicopter Training Squadron 8  | Eightballers    | TH-57B/C Sea Ranger |
| HT-18 |         | Helicopter Training Squadron 18 | Vigilant Eagles | TH-57B/C Sea Ranger |
| HT-28 |         | Helicopter Training Squadron 28 | Hellions        | TH-57B/C Sea Ranger |